# Коротеев, Николай Иванович (писатель)
Николай Иванович Коротеев (1927, Тверь, РСФСР, СССР — 1978) — советский журналист и писатель, прозаик, автор книг приключенческого жанра, член Союза журналистов СССР.

## Биография
Николай Иванович Коротеев родился в 1927 году в Твери. Получил медицинское образование.
С 1949 года начал публиковать свои произведения. Сотрудничал с газетой «Комсомольской правдой», журналами «Искатель» и «Вокруг света». Повесть Николая Коротеева «По следу упие» удостоена премии на конкурсе произведений о милиции, проводившемся МВД СССР и Союзом писателей СССР.
Николай Иванович Коротеев умер в 1978 году.

## Основные произведения
- Н. Коротеев, В. Успенский, Невидимый свет (Серия: Библиотечка военных приключений). — М.: Воениздат, 1957
- Н. И. Коротеев, Испания в моем сердце (Серия: Честь, отвага, мужество). — Москва: Молодая гвардия, 1971, 176с.
- Н. И. Коротеев, Три подвига. — Москва: ДОСААФ, 1966
- Н. И. Коротеев, Циклон над Сарыджаз. — Москва: Молодая гвардия, 1976
- Н. Коротеев, По ту сторону костра//Мир приключений № 7: Сборник фантастических и приключенческих повестей и рассказов/ Москва: Детская литература, 1962.
- Н. Коротеев, Огненная западня//Мир приключений № 11: Сборник фантастических и приключенческих повестей и рассказов/ Москва: Детская литература, 1965
- Н. Коротеев, Потерянный след//Мир приключений № 13: Сборник фантастических и приключенческих повестей и рассказов/ Москва: Детская литература, 1967
- Н. Коротеев, М. Спектор, В логове Махно//Мир приключений № 14: Сборник фантастических и приключенческих повестей и рассказов/ Москва: Детская литература, 1968
- Н. Коротеев По следу упие// Мир приключений № 18. Сборник фантастических и приключенческих повестей и рассказов / Москва: Детская литература, 1973 (выпуск 2)
- Н. Коротеев, Капкан удачи// Мир приключений № 19. Сборник фантастических и приключенческих повестей и рассказов / Москва: Детская литература, 1974
- Н. Коротеев, Дердеш-мерген// Мир приключений № 22. Сборник фантастических и приключенческих повестей и рассказов / Москва: Детская литература, 1977
- Н. Коротеев, Последний рейс//Поединок. Выпуск № 3. — Москва: Московский рабочий, 1977
- Н. Коротеев, Психологическая стена// Искатель № 4 , 1962
- Н. Коротеев, Схватка с оборотнем// Искатель № 1-2 , 1963
- Н. Коротеев, Когда в беде по грудь// Искатель № 5-6 , 1964
- Н. Коротеев, Золотая «Слава»// Искатель № 3-4 , 1967
- Н. Коротеев, Любой ценой// Искатель № 6 , 1976
- Н. Коротеев, Связной ЦК// Искатель № 5 , 1977
- Н. Коротеев, Крыло тайфуна // Приключения 1975. — М.: Молодая гвардия, 1975